# Degenerate
«Degenerate» — дебютный студийный альбом музыкального дуэта Vex'd, вышел 11 июля 2005 года на британском независимом лейбле Planet Mu и выдержан в жанре дабстеп с элементами IDM.

## Об альбоме
Первый диск компакт-дискового издания «Degenerate» представляет собой собственно альбом. Второй диск — коллекция синглов, ранее издававшихся только на виниле. Так, первые четыре трека второго диска изначально были выпущены на бристольском лейбле Subtext, вышедший на Planet Mu трек Smart Bomb предвещал собой альбом, а записанный совместно с Search & Destroy трек End of Line впервые был выпущен на виниловом сборнике «Our Sound» лейбла Destructive Recordings.

## Список композиций

### Диск 1 — Degenerate
1. Pop Pop V.I.P. (6:55)
2. Thunder (6:36)
3. Angels (6:34)
4. Corridor (6:24)
5. Cold (3:32)
6. Venus (5:38)
7. Gunman (6:08)
8. Crusher Dub (3:09)
9. Fire (6:27)
10. Destruction (0:58)
11. Lion V.I.P. (5:59)
12. Slime (4:51)

### Диск 2 — The Singles
1. Canyon (6:03)
2. Pop Pop (6:00)
3. Lion (7:05)
4. Ghost (5:55)
5. Smart Bomb (5:46)
6. End of Line (6:25) — совместно с Search & Destroy